# Maxim Tank
Maxim Ivanovich Tank, em russo:  Максим Иванович Танк (Pilkovschina, 17 de setembro de 1912 - Minsk, 7 de agosto de 1995) foi um poeta, tradutor e político soviético nascido na atual Bielorrússia. Ocupou a chefia do Soviete Supremo de seu país, tendo recebido as mais altas condecorações do Estado soviético.
Nasceu em 17 de Setembro de 1912, em Pilkovschina, vilarejo próximo à cidade de Minsk, atual capital da Bielorrússia. À época, o país estava ocupado pela Segunda República Polonesa.
Na adolescência, em 1928, se integrou a uma organização da juventude comunista em sua escola, na cidade de Radashkovichy. No ano seguinte, foi expulso por participar de diversos protestos contra as autoridades polonesas. No início da década de 1930, participando clandestinamente do movimento comunista em seu país, passou a escrever para publicações alinhadas à sua ideologia e em 1932, foi preso e torturado em Vilnius, na Lituânia. 
Ao fim do mesmo ano, ao tentar cruzar ilegalmente a fronteira com a União Soviética para se juntar a um grupo de esquerda em Minsk, Tank foi preso por forças soviéticas, interrogados pela polícia secreta, o NKVD e posteriormente deportado à Polônia, país que não reconhecia. Ao retornar à cidade natal, não abandonou o ativismo na ala jovem do Partido Comunista da Bielorrússia ocupada, tendo passado dois anos em diversas prisões. Durante o período, também se refugiou e viveu na clandestinidade por vários países.
Após a unificação da Bielorrússia Ocidental à União Soviética, Tank tornou-se correspondente no jornal Vileiskaya Pravda. Nos anos de guerra, continuou trabalhando na imprensa. Em 1942, escreveu o poema «Yanuk Syaliba», e em 1945 publicou duas coleções poéticas.
Entre 1945 e 1948 Tank trabalhou como redator da revista humorística Vozhyk. Entre 1948 e 1966, foi o redator principal da revista de literatura bielorrussa Polymia.
Em 1965 Tank tornou-se o líder do Soviete Supremo da Bielorrússia, até 1971. Tornou-se deputado do Soviete Supremo da União Soviética a partir de 1969, e membro da Academia de Ciências da Bielorrússia em 1972.
Foi premiado em 1968 como Poeta do Povo da Bielorrússia, e em 1974, como Herói do Trabalho Socialista. Ganhou o Prêmio Lênin da Paz, em 1978, além da Ordem da Revolução de Outubro, Ordem do Estandarte Vermelho e Ordem pela Amizade dos Povos.
Tank morreu em Minsk em 7 de agosto de 1995, e foi enterrado no lugar onde nasceu.